# Volta ao Algarve de 2019
A Volta ao Algarve de 2019 foi a 45ª edição da prova de ciclismo de estrada Volta ao Algarve. É uma prova com coeficiente 2.HC no UCI Europe Tour, e decorreu entre os dias 20 e 24  de fevereiro de 2019, em Portugal mais concretamente na região do  Algarve. O vencedor da prova foi Tadej Pogačar.

## Equipas
Foram convidadas 24 equipas, 12 das quais do circuito UCI World Tour, 4 de categoria Profissional Continental e 8 de categoria Continental. Cada equipa podia inscrever até 7 ciclistas.
| Equipes WorldTeam (12)- Bora-hansgrohe - CCC Team - Deceuninck-Quick Step - Groupama-FDJ - Team Jumbo-Visma - Dimension Data - Katusha-Alpecin - Sky - Team Sunweb - Trek-Segafredo - UAE Team Emirates - Lotto Soudal Equipes profissionais Continentais (4)- Caja Rural-Seguros RGA - Cofidis, Solutions Crédits - W52-FC Porto - Wanty-Groupe Gobert Equipes Continentais (8)- Ludofoods Louletano Aviludo - Efapel - LA Alumínios-Metalusa - Miranda-Mortágua - RP-Boavista - Sporting-Tavira - UD Oliveirense/InOutbuild - Vito-Feirense-BlackJack |
| |

## Percurso
| Etapa | Data    | Percurso              | type                      | Distância (km) | Vencedor          | Líder geral    |
| ----- | ------- | --------------------- | ------------------------- | -------------- | ----------------- | -------------- |
| 1     | 20 fev. | Portimão – Lagos      | etapa plana               | 199,1          | Fabio Jakobsen    | Fabio Jakobsen |
| 2     | 21 fev. | Almodôvar – Foia      | alta montanha             | 187,4          | Tadej Pogačar     | Tadej Pogačar  |
| 3     | 22 fev. | Lagoa – Lagoa         | contrarrelógio individual | 20,3           | Stefan Küng       | Tadej Pogačar  |
| 4     | 23 fev. | Albufeira – Tavira    | etapa plana               | 198,3          | Dylan Groenewegen | Tadej Pogačar  |
| 5     | 24 fev. | Faro – Alto do Malhão | média montanha            | 173,5          | Zdeněk Štybar     | Tadej Pogačar  |

### 1.ª etapa
| \| Classificação por etapas \| Classificação por etapas \| Classificação por etapas \| Classificação por etapas \| Classificação por etapas \| \| Ciclista \| Ciclista \| Equipe \| Tempo \| \| \| ------------------------ \| ------------------------ \| -------------------------- \| ------------------------ \| ------------------------ \| \| 1. \| Fabio Jakobsen \| Deceuninck-Quick Step \| 4h52m59s \| \| \| 2. \| Arnaud Démare \| Groupama-FDJ \| + 0s \| \| \| 3. \| Pascal Ackermann \| Bora-Hansgrohe \| + 0s \| \| \| 4. \| Simone Consonni \| UAE Team Emirates \| + 0s \| \| \| 5. \| Jasper De Buyst \| Lotto-Soudal \| + 0s \| \| \| 6. \| Søren Kragh Andersen \| Team Sunweb \| + 0s \| \| \| 7. \| Edward Theuns \| Trek-Segafredo \| + 0s \| \| \| 8. \| Jon Aberasturi \| Caja Rural-Seguros RGA \| + 0s \| \| \| 9. \| Christophe Laporte \| Cofidis, Solutions Crédits \| + 0s \| \| \| 10. \| Neilson Powless \| Team Jumbo-Visma \| + 0s \| \| |                      |                            |          |
| |                      |                            |          |
| Fonte: ProCyclingStats |                      |                            |          |
| Classificação por etapas |                      |                            |          |
| Ciclista | Ciclista             | Equipe                     | Tempo    |
| 1. | Fabio Jakobsen       | Deceuninck-Quick Step      | 4h52m59s |
| 2. | Arnaud Démare        | Groupama-FDJ               | + 0s     |
| 3. | Pascal Ackermann     | Bora-Hansgrohe             | + 0s     |
| 4. | Simone Consonni      | UAE Team Emirates          | + 0s     |
| 5. | Jasper De Buyst      | Lotto-Soudal               | + 0s     |
| 6. | Søren Kragh Andersen | Team Sunweb                | + 0s     |
| 7. | Edward Theuns        | Trek-Segafredo             | + 0s     |
| 8. | Jon Aberasturi       | Caja Rural-Seguros RGA     | + 0s     |
| 9. | Christophe Laporte   | Cofidis, Solutions Crédits | + 0s     |
| 10. | Neilson Powless      | Team Jumbo-Visma           | + 0s     |

| \| Classificação geral \| Classificação geral \| Classificação geral \| Classificação geral \| Classificação geral \| \| Ciclista \| Ciclista \| Equipe \| Tempo \| \| \| ------------------- \| -------------------- \| -------------------------- \| ------------------- \| ------------------- \| \| 1. \| Fabio Jakobsen \| Deceuninck-Quick Step \| 4h52m59s \| \| \| 2. \| Arnaud Démare \| Groupama-FDJ \| + 0s \| \| \| 3. \| Pascal Ackermann \| Bora-Hansgrohe \| + 0s \| \| \| 4. \| Simone Consonni \| UAE Team Emirates \| + 0s \| \| \| 5. \| Jasper De Buyst \| Lotto-Soudal \| + 0s \| \| \| 6. \| Søren Kragh Andersen \| Team Sunweb \| + 0s \| \| \| 7. \| Edward Theuns \| Trek-Segafredo \| + 0s \| \| \| 8. \| Jon Aberasturi \| Caja Rural-Seguros RGA \| + 0s \| \| \| 9. \| Christophe Laporte \| Cofidis, Solutions Crédits \| + 0s \| \| \| 10. \| Neilson Powless \| Team Jumbo-Visma \| + 0s \| \| |                      |                            |          |
| |                      |                            |          |
| Fonte: ProCyclingStats |                      |                            |          |
| Classificação geral |                      |                            |          |
| Ciclista | Ciclista             | Equipe                     | Tempo    |
| 1. | Fabio Jakobsen       | Deceuninck-Quick Step      | 4h52m59s |
| 2. | Arnaud Démare        | Groupama-FDJ               | + 0s     |
| 3. | Pascal Ackermann     | Bora-Hansgrohe             | + 0s     |
| 4. | Simone Consonni      | UAE Team Emirates          | + 0s     |
| 5. | Jasper De Buyst      | Lotto-Soudal               | + 0s     |
| 6. | Søren Kragh Andersen | Team Sunweb                | + 0s     |
| 7. | Edward Theuns        | Trek-Segafredo             | + 0s     |
| 8. | Jon Aberasturi       | Caja Rural-Seguros RGA     | + 0s     |
| 9. | Christophe Laporte   | Cofidis, Solutions Crédits | + 0s     |
| 10. | Neilson Powless      | Team Jumbo-Visma           | + 0s     |

### 2.ª etapa
| \| Classificação por etapas \| Classificação por etapas \| Classificação por etapas \| Classificação por etapas \| Classificação por etapas \| \| Ciclista \| Ciclista \| Equipe \| Tempo \| \| \| ------------------------ \| ------------------------ \| -------------------------- \| ------------------------ \| ------------------------ \| \| 1. \| Tadej Pogačar \| UAE Team Emirates \| 4h58m25s \| \| \| 2. \| Wout Poels \| Team Sky \| + 1s \| \| \| 3. \| Enric Mas \| Deceuninck-Quick Step \| + 3s \| \| \| 4. \| Sam Oomen \| Team Sunweb \| + 5s \| \| \| 5. \| Amaro Antunes \| CCC Team \| + 7s \| \| \| 6. \| David de la Cruz \| Team Sky \| + 21s \| \| \| 7. \| João Rodrigues \| W52-FC Porto \| + 24s \| \| \| 8. \| Simone Petilli \| UAE Team Emirates \| + 27s \| \| \| 9. \| José Herrada \| Cofidis, Solutions Crédits \| + 27s \| \| \| 10. \| Michael Valgren \| Dimension Data \| + 49s \| \| |                  |                            |          |
| |                  |                            |          |
| Fonte: ProCyclingStats |                  |                            |          |
| Classificação por etapas |                  |                            |          |
| Ciclista | Ciclista         | Equipe                     | Tempo    |
| 1. | Tadej Pogačar    | UAE Team Emirates          | 4h58m25s |
| 2. | Wout Poels       | Team Sky                   | + 1s     |
| 3. | Enric Mas        | Deceuninck-Quick Step      | + 3s     |
| 4. | Sam Oomen        | Team Sunweb                | + 5s     |
| 5. | Amaro Antunes    | CCC Team                   | + 7s     |
| 6. | David de la Cruz | Team Sky                   | + 21s    |
| 7. | João Rodrigues   | W52-FC Porto               | + 24s    |
| 8. | Simone Petilli   | UAE Team Emirates          | + 27s    |
| 9. | José Herrada     | Cofidis, Solutions Crédits | + 27s    |
| 10. | Michael Valgren  | Dimension Data             | + 49s    |

| \| Classificação geral \| Classificação geral \| Classificação geral \| Classificação geral \| Classificação geral \| \| Ciclista \| Ciclista \| Equipe \| Tempo \| \| \| ------------------- \| -------------------- \| --------------------- \| ------------------- \| ------------------- \| \| 1. \| Tadej Pogačar \| UAE Team Emirates \| 9h51m24s \| \| \| 2. \| Wout Poels \| Team Sky \| + 1s \| \| \| 3. \| Enric Mas \| Deceuninck-Quick Step \| + 3s \| \| \| 4. \| Sam Oomen \| Team Sunweb \| + 5s \| \| \| 5. \| David de la Cruz \| Team Sky \| + 21s \| \| \| 6. \| Søren Kragh Andersen \| Team Sunweb \| + 51s \| \| \| 7. \| João Rodrigues \| W52-FC Porto \| + 1m29s \| \| \| 8. \| Amaro Antunes \| CCC Team \| + 1m42s \| \| \| 9. \| Neilson Powless \| Team Jumbo-Visma \| + 1m46s \| \| \| 10. \| Marc Hirschi \| Team Sunweb \| + 1m46s \| \| |                      |                       |          |
| |                      |                       |          |
| Fonte: ProCyclingStats |                      |                       |          |
| Classificação geral |                      |                       |          |
| Ciclista | Ciclista             | Equipe                | Tempo    |
| 1. | Tadej Pogačar        | UAE Team Emirates     | 9h51m24s |
| 2. | Wout Poels           | Team Sky              | + 1s     |
| 3. | Enric Mas            | Deceuninck-Quick Step | + 3s     |
| 4. | Sam Oomen            | Team Sunweb           | + 5s     |
| 5. | David de la Cruz     | Team Sky              | + 21s    |
| 6. | Søren Kragh Andersen | Team Sunweb           | + 51s    |
| 7. | João Rodrigues       | W52-FC Porto          | + 1m29s  |
| 8. | Amaro Antunes        | CCC Team              | + 1m42s  |
| 9. | Neilson Powless      | Team Jumbo-Visma      | + 1m46s  |
| 10. | Marc Hirschi         | Team Sunweb           | + 1m46s  |

### 3.ª etapa
| \| Classificação por etapas \| Classificação por etapas \| Classificação por etapas \| Classificação por etapas \| Classificação por etapas \| \| Ciclista \| Ciclista \| Equipe \| Tempo \| \| \| ------------------------ \| ------------------------ \| ------------------------ \| ------------------------ \| ------------------------ \| \| 1. \| Stefan Küng \| Groupama-FDJ \| 24m33s \| \| \| 2. \| Søren Kragh Andersen \| Team Sunweb \| + 2s \| \| \| 3. \| Yves Lampaert \| Deceuninck-Quick Step \| + 5s \| \| \| 4. \| Ryan Mullen \| Trek-Segafredo \| + 8s \| \| \| 5. \| Tadej Pogačar \| UAE Team Emirates \| + 17s \| \| \| 6. \| Arnaud Démare \| Groupama-FDJ \| + 31s \| \| \| 7. \| Mads Pedersen \| Trek-Segafredo \| + 36s \| \| \| 8. \| Tao Geoghegan Hart \| Team Sky \| + 36s \| \| \| 9. \| Nils Politt \| Katusha-Alpecin \| + 42s \| \| \| 10. \| Zdeněk Štybar \| Deceuninck-Quick Step \| + 43s \| \| |                      |                       |        |
| |                      |                       |        |
| Fonte: ProCyclingStats |                      |                       |        |
| Classificação por etapas |                      |                       |        |
| Ciclista | Ciclista             | Equipe                | Tempo  |
| 1. | Stefan Küng          | Groupama-FDJ          | 24m33s |
| 2. | Søren Kragh Andersen | Team Sunweb           | + 2s   |
| 3. | Yves Lampaert        | Deceuninck-Quick Step | + 5s   |
| 4. | Ryan Mullen          | Trek-Segafredo        | + 8s   |
| 5. | Tadej Pogačar        | UAE Team Emirates     | + 17s  |
| 6. | Arnaud Démare        | Groupama-FDJ          | + 31s  |
| 7. | Mads Pedersen        | Trek-Segafredo        | + 36s  |
| 8. | Tao Geoghegan Hart   | Team Sky              | + 36s  |
| 9. | Nils Politt          | Katusha-Alpecin       | + 42s  |
| 10. | Zdeněk Štybar        | Deceuninck-Quick Step | + 43s  |

| \| Classificação geral \| Classificação geral \| Classificação geral \| Classificação geral \| Classificação geral \| \| Ciclista \| Ciclista \| Equipe \| Tempo \| \| \| ------------------- \| -------------------- \| --------------------- \| ------------------- \| ------------------- \| \| 1. \| Tadej Pogačar \| UAE Team Emirates \| 10h16m14s \| \| \| 2. \| Enric Mas \| Deceuninck-Quick Step \| + 31s \| \| \| 3. \| Søren Kragh Andersen \| Team Sunweb \| + 36s \| \| \| 4. \| Wout Poels \| Team Sky \| + 37s \| \| \| 5. \| David de la Cruz \| Team Sky \| + 57s \| \| \| 6. \| Sam Oomen \| Team Sunweb \| + 1m08s \| \| \| 7. \| Zdeněk Štybar \| Deceuninck-Quick Step \| + 2m12s \| \| \| 8. \| Neilson Powless \| Team Jumbo-Visma \| + 2m13s \| \| \| 9. \| Marc Hirschi \| Team Sunweb \| + 2m35s \| \| \| 10. \| Amaro Antunes \| CCC Team \| + 2m43s \| \| |                      |                       |           |
| |                      |                       |           |
| Fonte: ProCyclingStats |                      |                       |           |
| Classificação geral |                      |                       |           |
| Ciclista | Ciclista             | Equipe                | Tempo     |
| 1. | Tadej Pogačar        | UAE Team Emirates     | 10h16m14s |
| 2. | Enric Mas            | Deceuninck-Quick Step | + 31s     |
| 3. | Søren Kragh Andersen | Team Sunweb           | + 36s     |
| 4. | Wout Poels           | Team Sky              | + 37s     |
| 5. | David de la Cruz     | Team Sky              | + 57s     |
| 6. | Sam Oomen            | Team Sunweb           | + 1m08s   |
| 7. | Zdeněk Štybar        | Deceuninck-Quick Step | + 2m12s   |
| 8. | Neilson Powless      | Team Jumbo-Visma      | + 2m13s   |
| 9. | Marc Hirschi         | Team Sunweb           | + 2m35s   |
| 10. | Amaro Antunes        | CCC Team              | + 2m43s   |

### 4.ª etapa
| \| Classificação por etapas \| Classificação por etapas \| Classificação por etapas \| Classificação por etapas \| Classificação por etapas \| \| Ciclista \| Ciclista \| Equipe \| Tempo \| \| \| ------------------------ \| ------------------------ \| ------------------------ \| ------------------------ \| ------------------------ \| \| 1. \| Dylan Groenewegen \| Team Jumbo-Visma \| 4h56m07s \| \| \| 2. \| Arnaud Démare \| Groupama-FDJ \| + 0s \| \| \| 3. \| Jasper Philipsen \| UAE Team Emirates \| + 0s \| \| \| 4. \| Pascal Ackermann \| Bora-Hansgrohe \| + 0s \| \| \| 5. \| Simone Consonni \| UAE Team Emirates \| + 0s \| \| \| 6. \| Jasper De Buyst \| Lotto-Soudal \| + 0s \| \| \| 7. \| Timothy Dupont \| Wanty-Gobert \| + 0s \| \| \| 8. \| Jens Debusschere \| Katusha-Alpecin \| + 0s \| \| \| 9. \| Mike Teunissen \| Team Jumbo-Visma \| + 0s \| \| \| 10. \| Jon Aberasturi \| Caja Rural-Seguros RGA \| + 0s \| \| |                   |                        |          |
| |                   |                        |          |
| Fonte: ProCyclingStats |                   |                        |          |
| Classificação por etapas |                   |                        |          |
| Ciclista | Ciclista          | Equipe                 | Tempo    |
| 1. | Dylan Groenewegen | Team Jumbo-Visma       | 4h56m07s |
| 2. | Arnaud Démare     | Groupama-FDJ           | + 0s     |
| 3. | Jasper Philipsen  | UAE Team Emirates      | + 0s     |
| 4. | Pascal Ackermann  | Bora-Hansgrohe         | + 0s     |
| 5. | Simone Consonni   | UAE Team Emirates      | + 0s     |
| 6. | Jasper De Buyst   | Lotto-Soudal           | + 0s     |
| 7. | Timothy Dupont    | Wanty-Gobert           | + 0s     |
| 8. | Jens Debusschere  | Katusha-Alpecin        | + 0s     |
| 9. | Mike Teunissen    | Team Jumbo-Visma       | + 0s     |
| 10. | Jon Aberasturi    | Caja Rural-Seguros RGA | + 0s     |

| \| Classificação geral \| Classificação geral \| Classificação geral \| Classificação geral \| Classificação geral \| \| Ciclista \| Ciclista \| Equipe \| Tempo \| \| \| ------------------- \| -------------------- \| --------------------- \| ------------------- \| ------------------- \| \| 1. \| Tadej Pogačar \| UAE Team Emirates \| 15h12m28s \| \| \| 2. \| Søren Kragh Andersen \| Team Sunweb \| + 29s \| \| \| 3. \| Wout Poels \| Team Sky \| + 30s \| \| \| 4. \| Enric Mas \| Deceuninck-Quick Step \| + 31s \| \| \| 5. \| David de la Cruz \| Team Sky \| + 57s \| \| \| 6. \| Sam Oomen \| Team Sunweb \| + 1m28s \| \| \| 7. \| Zdeněk Štybar \| Deceuninck-Quick Step \| + 2m12s \| \| \| 8. \| Neilson Powless \| Team Jumbo-Visma \| + 2m13s \| \| \| 9. \| Marc Hirschi \| Team Sunweb \| + 2m35s \| \| \| 10. \| Amaro Antunes \| CCC Team \| + 2m36s \| \| |                      |                       |           |
| |                      |                       |           |
| Fonte: ProCyclingStats |                      |                       |           |
| Classificação geral |                      |                       |           |
| Ciclista | Ciclista             | Equipe                | Tempo     |
| 1. | Tadej Pogačar        | UAE Team Emirates     | 15h12m28s |
| 2. | Søren Kragh Andersen | Team Sunweb           | + 29s     |
| 3. | Wout Poels           | Team Sky              | + 30s     |
| 4. | Enric Mas            | Deceuninck-Quick Step | + 31s     |
| 5. | David de la Cruz     | Team Sky              | + 57s     |
| 6. | Sam Oomen            | Team Sunweb           | + 1m28s   |
| 7. | Zdeněk Štybar        | Deceuninck-Quick Step | + 2m12s   |
| 8. | Neilson Powless      | Team Jumbo-Visma      | + 2m13s   |
| 9. | Marc Hirschi         | Team Sunweb           | + 2m35s   |
| 10. | Amaro Antunes        | CCC Team              | + 2m36s   |

### 5.ª etapa
| \| Classificação por etapas \| Classificação por etapas \| Classificação por etapas \| Classificação por etapas \| Classificação por etapas \| \| Ciclista \| Ciclista \| Equipe \| Tempo \| \| \| ------------------------ \| ------------------------ \| ------------------------ \| ------------------------ \| ------------------------ \| \| 1. \| Zdeněk Štybar \| Deceuninck-Quick Step \| 4h13m48s \| \| \| 2. \| Søren Kragh Andersen \| Team Sunweb \| + 3s \| \| \| 3. \| Wout Poels \| Team Sky \| + 9s \| \| \| 4. \| Enric Mas \| Deceuninck-Quick Step \| + 12s \| \| \| 5. \| Steve Cummings \| Dimension Data \| + 17s \| \| \| 6. \| Tadej Pogačar \| UAE Team Emirates \| + 18s \| \| \| 7. \| João Rodrigues \| W52-FC Porto \| + 24s \| \| \| 8. \| Sam Oomen \| Team Sunweb \| + 30s \| \| \| 9. \| Tao Geoghegan Hart \| Team Sky \| + 31s \| \| \| 10. \| Amaro Antunes \| CCC Team \| + 34s \| \| |                      |                       |          |
| |                      |                       |          |
| Fonte: ProCyclingStats |                      |                       |          |
| Classificação por etapas |                      |                       |          |
| Ciclista | Ciclista             | Equipe                | Tempo    |
| 1. | Zdeněk Štybar        | Deceuninck-Quick Step | 4h13m48s |
| 2. | Søren Kragh Andersen | Team Sunweb           | + 3s     |
| 3. | Wout Poels           | Team Sky              | + 9s     |
| 4. | Enric Mas            | Deceuninck-Quick Step | + 12s    |
| 5. | Steve Cummings       | Dimension Data        | + 17s    |
| 6. | Tadej Pogačar        | UAE Team Emirates     | + 18s    |
| 7. | João Rodrigues       | W52-FC Porto          | + 24s    |
| 8. | Sam Oomen            | Team Sunweb           | + 30s    |
| 9. | Tao Geoghegan Hart   | Team Sky              | + 31s    |
| 10. | Amaro Antunes        | CCC Team              | + 34s    |

## Classificações finais
- As classificações finalizaram da seguinte forma:

### Classificação geral
| \| Classificação geral \| Classificação geral \| Classificação geral \| Classificação geral \| Classificação geral \| \| Ciclista \| Ciclista \| Equipe \| Tempo \| \| \| ------------------- \| -------------------- \| --------------------- \| ------------------- \| ------------------- \| \| 1. \| Tadej Pogačar \| UAE Team Emirates \| 19h26m34s \| \| \| 2. \| Søren Kragh Andersen \| Team Sunweb \| + 14s \| \| \| 3. \| Wout Poels \| Team Sky \| + 21s \| \| \| 4. \| Enric Mas \| Deceuninck-Quick Step \| + 25s \| \| \| 5. \| Sam Oomen \| Team Sunweb \| + 1m40s \| \| \| 6. \| Zdeněk Štybar \| Deceuninck-Quick Step \| + 1m54s \| \| \| 7. \| Neilson Powless \| Team Jumbo-Visma \| + 2m50s \| \| \| 8. \| Amaro Antunes \| CCC Team \| + 2m52s \| \| \| 9. \| João Rodrigues \| W52-FC Porto \| + 3m27s \| \| \| 10. \| Simon Špilak \| Katusha-Alpecin \| + 3m47s \| \| |                      |                       |           |
| |                      |                       |           |
| Fonte: ProCyclingStats |                      |                       |           |
| Classificação geral |                      |                       |           |
| Ciclista | Ciclista             | Equipe                | Tempo     |
| 1. | Tadej Pogačar        | UAE Team Emirates     | 19h26m34s |
| 2. | Søren Kragh Andersen | Team Sunweb           | + 14s     |
| 3. | Wout Poels           | Team Sky              | + 21s     |
| 4. | Enric Mas            | Deceuninck-Quick Step | + 25s     |
| 5. | Sam Oomen            | Team Sunweb           | + 1m40s   |
| 6. | Zdeněk Štybar        | Deceuninck-Quick Step | + 1m54s   |
| 7. | Neilson Powless      | Team Jumbo-Visma      | + 2m50s   |
| 8. | Amaro Antunes        | CCC Team              | + 2m52s   |
| 9. | João Rodrigues       | W52-FC Porto          | + 3m27s   |
| 10. | Simon Špilak         | Katusha-Alpecin       | + 3m47s   |

### Classificação de montanha
| Classificação da montanha | Classificação da montanha | Classificação da montanha | Classificação da montanha | Classificação da montanha |
| Ciclista                  | Ciclista                  | Equipe                    | Pontos                    |                           |
| ------------------------- | ------------------------- | ------------------------- | ------------------------- | ------------------------- |
| 1.                        | Tim Declercq              | Deceuninck-Quick Step     | 15 pts                    |                           |
| 2.                        | Wout Poels                | Team Sky                  | 11 pts                    |                           |
| 3.                        | Tadej Pogačar             | UAE Team Emirates         | 10 pts                    |                           |
| 4.                        | Amaro Antunes             | CCC Team                  | 8 pts                     |                           |
| 5.                        | Vicente García de Mateos  | Aviludo-Louletano         | 8 pts                     |                           |
| 6.                        | David Ribeiro             | LA Aluminios              | 8 pts                     |                           |
| 7.                        | Enric Mas                 | Deceuninck-Quick Step     | 8 pts                     |                           |
| 8.                        | Zdeněk Štybar             | Deceuninck-Quick Step     | 6 pts                     |                           |
| 9.                        | Stefan Küng               | Groupama-FDJ              | 6 pts                     |                           |
| 10.                       | Jonas Koch                | CCC Team                  | 6 pts                     |                           |

### Classificação de pontos
| Classificação por pontos | Classificação por pontos | Classificação por pontos | Classificação por pontos | Classificação por pontos |
| Ciclista                 | Ciclista                 | Equipe                   | Pontos                   |                          |
| ------------------------ | ------------------------ | ------------------------ | ------------------------ | ------------------------ |
| 1.                       | Pascal Ackermann         | Bora-Hansgrohe           | 29 pts                   |                          |
| 2.                       | Fabio Jakobsen           | Deceuninck-Quick Step    | 25 pts                   |                          |
| 3.                       | Dylan Groenewegen        | Team Jumbo-Visma         | 25 pts                   |                          |
| 4.                       | Wout Poels               | Team Sky                 | 22 pts                   |                          |
| 5.                       | Jasper De Buyst          | Lotto-Soudal             | 21 pts                   |                          |
| 6.                       | Tadej Pogačar            | UAE Team Emirates        | 20 pts                   |                          |
| 7.                       | Søren Kragh Andersen     | Team Sunweb              | 20 pts                   |                          |
| 8.                       | Enric Mas                | Deceuninck-Quick Step    | 18 pts                   |                          |
| 9.                       | Jasper Philipsen         | UAE Team Emirates        | 16 pts                   |                          |
| 10.                      | Zdeněk Štybar            | Deceuninck-Quick Step    | 15 pts                   |                          |

### Classificação de jovens
| Classificação dos jovens | Classificação dos jovens | Classificação dos jovens  | Classificação dos jovens | Classificação dos jovens |
| Ciclista                 | Ciclista                 | Equipe                    | Tempo                    |                          |
| ------------------------ | ------------------------ | ------------------------- | ------------------------ | ------------------------ |
| 1.                       | Tadej Pogačar            | UAE Team Emirates         | 19h26m34s                |                          |
| 2.                       | Neilson Powless          | Team Jumbo-Visma          | + 2m50s                  |                          |
| 3.                       | Marc Hirschi             | Team Sunweb               | + 10m40s                 |                          |
| 4.                       | Casper Pedersen          | Team Sunweb               | + 25m01s                 |                          |
| 5.                       | Hugo Nunes               | Rádio Popular-Boavista    | + 25m38s                 |                          |
| 6.                       | Jasper Philipsen         | UAE Team Emirates         | + 26m16s                 |                          |
| 7.                       | Stan Dewulf              | Lotto-Soudal              | + 31m11s                 |                          |
| 8.                       | Emanuel Duarte           | LA Aluminios              | + 33m24s                 |                          |
| 9.                       | João Barbosa             | Vito-Feirense-Pnb         | + 33m29s                 |                          |
| 10.                      | Rafael Lourenço          | UD Oliveirense-InOutBuild | + 34m56s                 |                          |

## Ligações Externas
- «Sítio oficial»